# James Martin (ingénieur)
Pour les articles homonymes, voir James Martin (homonymie) et Martin.
James Martin, né le 11 septembre 1893 à Crossgar, Comté de Down, en Irlande et mort le 5 janvier 1981, est un ingénieur aéronautique britannique. Il fut constructeur d’avions dans l’Entre-deux-guerres et la Seconde Guerre mondiale. Il est célèbre pour avoir mis au point le siège éjectable et avoir fondé la compagnie Martin-Baker qui est le leader mondial de ce produit.

## Distinctions
- Commandeur de l’Ordre de l'Empire britannique
- membre de la Royal Aeronautical Society
- Le prix « Sir James Martin » (Sir James Martin Award) est décerné chaque année à une personne, un groupe, une équipe ou une organisation qui a apporté une contribution notable, originale et pratique, à la sécurité des vols et la survie des équipages ou passagers[1].